# Martynas Gecevičius
Martynas Gecevičius, (nacido el 16 de mayo de 1988 en Vilna, Lituania) es un jugador de baloncesto lituano que juega en el M Basket Mažeikiai lituano de la LKL. Con 1.93 de estatura, su puesto natural en la cancha es el de escolta.

## Trayectoria
- KK Sakalai (2004-2007)
- Lietuvos Rytas (2007-2011)
- Olympiacos BC (2011-2013)
- BC Lietuvos Rytas (2013-2015)
- TED Kolejliler (2015-2016)
- CAI Zaragoza (2016-2017)
- Stelmet Zielona Góra (2017-2018)
- BC Prienai (2018-2019)
- Al-Wahda Sports Club (2019)
- Aris Salónica BC (2019-2020)
- Juventus Utena (2020-2023)
- M Basket Mažeikiai (2023-presente)

## Palmarés
- Liga Báltica: 2

Lietuvos Rytas: 2006-2007, 2008-2009
- Eurocup: 1

Lietuvos Rytas: 2008-2009
- Euroliga:2

Olympiacos BC: 2011-12, 2012-13
- A1 Ethniki:1

Olympiacos BC: 2012